# میمون راهب آنگولایی
تالاپوین آنگولایی (نام علمی: Miopithecus talapoin) نام یک گونه از سرده تالاپوین است.